# Valeriana herrerae
Valeriana herrerae är en kaprifolväxtart som beskrevs av Ellsworth Paine Killip. Valeriana herrerae ingår i släktet vänderötter, och familjen kaprifolväxter. Inga underarter finns listade i Catalogue of Life.